# فرودگاه بین‌المللی نادی
فرودگاه بین‌المللی نادی (به انگلیسی: Nadi International Airport) یک فرودگاه همگانی با کد یاتا NAN است که یک باند فرود آسفالت دارد و طول باند آن ۳۲۷۳ متر است. این فرودگاه در کشور فیجی قرار دارد و در ارتفاع ۱۸ متری از سطح دریا واقع شده‌است.

## شرکت‌های هواپیمایی و مقصدهای پروازی

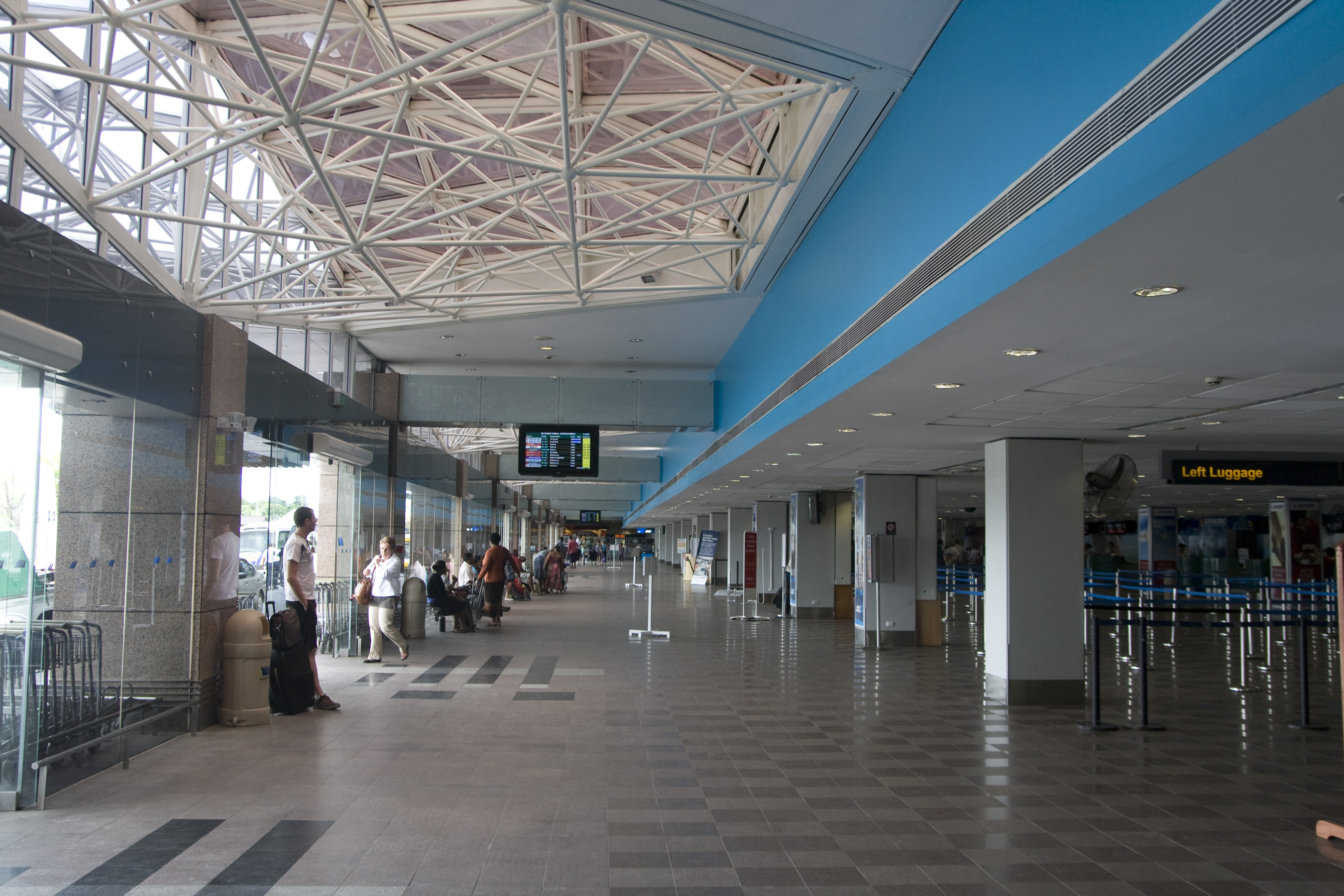
International departures

| شرکت‌های هواپیمایی                  | مقصدهای پروازی | Terminal      |
| ---------------------------------- | --- | ------------- |
| ایرکالین                           | لا تنتوتا، ایئیفو | International |
| ایر کیریباتی اجرا توسط اور ایرلاین | بونریکی | International |
| ایر نیوزیلند                       | اوکلند، کرایست‌چرچ فصلی: ولینگتون | International |
| ایر نیوگینی                        | هونیارا، جکسنز | International |
| ایر وانواتو                        | باورفیلد | International |
| فیجی ایرویز                        | آدلاید، فالئولو، اوکلند، بریزبن، کرایست‌چرچ، فونافوتی، هنگ کنگ، هونیارا، بین الملی هونولولو، کسیدی، لس‌آنجلس، ملبورن، فوآموتو، باورفیلد، سانفرانسیسکو، چانگی سنگاپور، سیدنی، بونریکی، ولینگتون چارتر فصلی: پکن، تائویوان تایوان | International |
| فیجی ایرویز اجرا توسط فیجی لینک    | وونیسیا، لاباسا، مانا آیلند، روتوما، سووسوو، نوسوری، ماتی | Domestic      |
| فیجی ایرویز اجرا توسط فیجی لینک    | فصلی: واوایو | International |
| جت‌استار                            | سیدنی | International |
| کورین ایر                          | اینچئون | International |
| اور ایرلاین                        | نائورو | International |
| Solomon Airlines                   | هونیارا، باورفیلد | International |
| ویرجین استرالیا                    | بریزبن، ملبورن، سیدنی | International |